# BongaCams
BongaCams is een in Nederland gevestigde, vanuit Cyprus opererende, pornografie videosite. De videosite richt zich op live-uitzending via de webcam door camwerkers. In april 2021 is de website volgens Alexa Internet de derde meest bezochte van Nederland.
1. 1 2  Лидеры российской IT-отрасли. 18+ и минус закон и налоги, Life, 17 maart 2019
2. ↑  Top Sites in Netherlands, Alexa Internet